# Sonic Attack
Sonic Attack es el undécimo álbum de estudio de Hawkwind, lanzado por la RCA en 1981.
Ginger Baker abandonó la banda tras "Levitation", siendo reemplazado por Martin Griffin, baterista que ya había trabajado con Hawkwind en el pasado, aunque la labor de Griffin se vio afectada, ya que contrajo rubéola durante las sesiones de grabación.
El escritor de ciencia ficción Michael Moorcock colaboró en las letras de 4 temas, e inclusive puso su propia voz en "Coded Languages".
Musicalmente "Sonic Attack" es uno de los álbumes de Hawkwind más cercanos al heavy metal. El tema que da nombre al LP es una reelaboración del tema-poema homónimo de "Space Ritual" (1973), mientras que "Virgin of the World" apareció también en el álbum siguiente ("Church of Hawkwind") en una versión reciclada, llamada "Experiment with Destiny".

## Lista de canciones
Lado A
1. "Sonic Attack" (Michael Moorcock, Hawkwind) – 4:47
2. "Rocky Paths" (Huw Lloyd-Langton) – 4:00
3. "Psychosonia" (Moorcock, Hawkwind) – 2:32
4. "Virgin of the World" (Harvey Bainbridge) – 4:32
5. "Angels of Death" (Dave Brock) – 5:42

Lado B
1. "Living on a Knife Edge" (Brock) – 4:48
2. "Coded Languages" (Moorcock, Bainbridge) – 4:50
3. "Disintegration" (Brock) – 1:05
4. "Streets of Fear" (Brock) – 4:09
5. "Lost Chances" (Moorcock, Brock) – 5:44

Bonus track CD 1996
1. "Transdimensional Man" (Brock) – 5:05

## Personal
- Dave Brock: guitarra, voz, teclados
- Huw Lloyd-Langton: guitarra, voz
- Harvey Bainbridge: bajo, teclados, voz
- Martin Griffin: batería
- Michael Moorcock: voz en "Coded Languages"